# Regio's van Djibouti
Het Oost-Afrikaanse land Djibouti is
onderverdeeld in vijf regio's en één stad. De regio's zijn op
hun beurt verder verdeeld in elf districten
waarvan sommige in het grondgebied van meerdere regio's vallen.

## Regio's
| Regio      | Hoofdstad  | Opp. (km²) | Inw.    | Kaart |
| ---------- | ---------- | ---------- | ------- | ----- |
| Ali Sabieh | Ali Sabieh | 2600       | 102.600 |       |
| Arta       | Arta       | 1800       | 50.000  |       |
| Dikhil     | Dikhil     | 7800       | 105.000 |       |
| Obock      | Obock      | 5700       | 44.600  |       |
| Tadjourah  | Tadjourah  | 7300       | 102.300 |       |
| Stad       | Stad       | Opp. (km²) | Inw.    |       |
| Djibouti   | Djibouti   | 600        | 600.000 |       |